# Commissariato del Seraè
Il commissariato del Seraè era uno dei commissariati dell'Africa Orientale Italiana. Istituito nel 1904, faceva parte del governatorato dell'Eritrea. 

## Geografia
Fino al 1936 confinava a nord con il commissariato del Barca e il commissariato dell'Hamasen, a sud con l'Etiopia, a ovest con il commissariato del Barca e il commissariato del Gasc e Setit a est con il commissariato del Acchelè Guzai.

## Residenze
Il commissariato comprendeva le seguenti residenze:
- residenza di Addi Ugri
  - vice residenza di Addì Qualà